# IRT Eastern Parkway Line
 (septembre 2022).
Si vous disposez d'ouvrages ou d'articles de référence ou si vous connaissez des sites web de qualité traitant du thème abordé ici, merci de compléter l'article en donnant les références utiles à sa vérifiabilité et en les liant à la section « Notes et références ».

Carte de la ligne IRT Eastern Parkway.

Quatre services desservent lIRT Eastern Parkway Line, unique ligne d'accès à Brooklyn pour les trains de l'ancienne IRT.

L'IRT Eastern Parkway Line est une ligne (au sens de tronçon du réseau) souterraine du métro de New York située dans l'arrondissement de Brooklyn et issue de l'ancien réseau de l'Interborough Rapid Transit Company (IRT). 

## Description
Rattachée à la Division A, elle s'étend de Downtown Brooklyn vers le sud le long de Flatbush Avenue, et vers l'est le long de Eastern Parkway pour rejoindre Crown Heights. La ligne est desservie par quatre services; la ligne 2 et la ligne 3 circulent sur la quasi-totalité de la ligne à l'exception de la station Borough Hall, la ligne 4 dessert toutes les stations à l'exception de Hoyt Street tandis que la ligne 5 ne dessert que quelques stations. En outre, cette ligne, inaugurée le 9 janvier 1908, compte 11 stations et regroupe l'ensemble des services de l'ancienne IRT qui desservent Brooklyn.
Après la station de Crown Heights – Utica Avenue, la ligne est prolongée par une section aérienne et devient l'IRT New Lots Line qui s'achève au niveau de la station New Lots Avenue à New Lots. À l'ouest de la ligne, le Joralemon Street Tunnel permet de rejoindre Manhattan en passant sous l'East River. Au niveau de la station Franklin Avenue, la ligne est connectée à l'IRT Nostrand Avenue Line.